# Die Zeit
Pour les articles homonymes, voir Zeit.

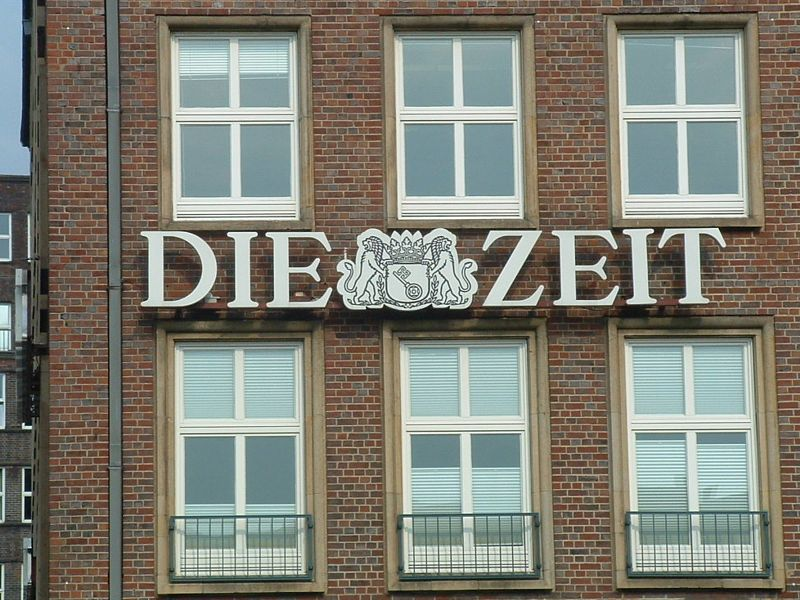
Le siège de l'hebdomadaire à Hambourg.

Die Zeit [diː t͡saɪ̯t] (litt. Le Temps en allemand) est un hebdomadaire allemand d’information et d’analyse politique qui paraît le jeudi. L'ancien chancelier fédéral Helmut Schmidt fut, aux côtés de Joseph Joffe, un des directeurs de publication du journal.

## Ligne éditoriale
Outre un format particulièrement volumineux, cet hebdomadaire libéral de gauche se singularise par ses articles longs et détaillés.

## Historique
Le premier numéro de Die Zeit paraît à Hambourg le 21 février 1946 avec l'aval des forces d'occupation britanniques.
Ses fondateurs sont Gerd Bucerius, Lovis H. Lorenz, Richard Tüngel et Ewald Schmidt di Simoni. 
La maison d'édition Zeit a été rachetée en 1996 par le groupe d'édition Georg von Holtzbring et appartient depuis 2009 à 50% à DvH Medien et au groupe d'édition Georg von Holtzbring.
Bien que publié à Hambourg, le journal présente le blason de la ville de Brême en raison d'un accident historique : la ville de Hambourg ne souhaitant pas figurer sur un journal privé, la place libre dans la maquette du magazine fut alors prise par la ville voisine de Brême. La charte graphique fut exécutée par Carl Otto Czeschka.
Grande figure du journal, Marion von Dönhoff (Marion Gräfin Dönhoff) y officie de 1972, succédant à Josef Müller-Marein, jusqu'à sa mort en 2002. La comtesse Dönhoff y travailla notamment avec l'ancien chancelier allemand Helmut Schmidt (à partir de 1983), Josef Joffe et l'ancien délégué du Gouvernement fédéral à la culture et aux médias Michael Naumann.
En 2013, comme plusieurs personnalités politiques et autres médias, Die Zeit se retrouve au cœur d'une polémique concernant sa complaisance à l'égard de la pédophilie dans les années 1960-1970. L'hebdomadaire fait son mea culpa mais ajoute que cette opinion était à l'époque largement partagée dans les milieux libéraux.